# Wuwei
Wuwéi léase Uú-Uéi (en chino, 武威市; pinyin, Wŭwēi shì) es una ciudad-prefectura en la provincia de Gansu, República Popular China. A una distancia aproximada de 200 kilómetros de la capital provincial. Limita al norte y este con Mongolia Interior, al sur  con la provincia de Qinghai y al oeste con los montañas Qilian. Tiene una superficie de 33 000 km² y 1 950 000 habitantes.

## Administración
La ciudad prefectura de Wuwei se divide en 1 distrito, 2 condados y 1 condado autónomo.
- Distrito Liangzhou 凉州区
- Condado Minqin 民勤县
- Condado Gulang 古浪县
- Condado autónomo Bairi 天祝藏族自治县

-Estos a su vez se dividen en 116 poblados y 41 villas.

## Historia
En tiempos antiguos la ciudad fue llamada Liangzhou (涼州), lo que es hoy la sede de gobierno de la ciudad. las personas comenzaron habitar este lugar hace más de 5 mil años. Esta zona fue clave para la Ruta de la seda donde se han encontrado numerosos archivos arqueológicos. Se convirtió en capital provincial durante la Dinastía Han,donde el Libro de Han Posterior aclara:
" En el año tercero (170 de nuestra era), Meng Tuo, el inspector de Liangzhou, envia a un oficial provincial Ren Shen, comandando 500 soldados de Dunhuang con el mayor Cao Kuan y el Secretario General de las regiones occidentales llamado Zhang Yan, trajo tropas de Yanqi (Bayingolin), Quici (Aksu), entre otros reuniendo así a más de 30 mil hombres para atacar a Shule (Kashgar). Pero, al haber estado durante más de cuarenta días sin poder tomarla, se retiraron. Después de esto, los reyes de Shule mataron a uno por uno sin que el gobierno lo impidiera."
En el 121 a. C. el emperador Han Wudi compra su calvario aquí para defender el corredor de Hexi (parte norte de la Ruta de la seda) contra los xiongnu.Su éxito militar les permitió expandirse hacia el oeste del corredor. Esta importante parada hizo una cruzada de culturas a lo largo de Asia central.
Durante el periodo de los Tres Reinos(184-280) Liangzhou fue gobernada por los Qiang liderado por Ma Teng (马腾), después de su muerte la lidera por corto tiempo Ma Chao (马超), luego cae en manos de Cao Cao del reino Wei.

## Geografía
La geografía de Wuwei está dominada por tres mesetas, la meseta de Loes, la meseta tibetana y la meseta mongola. La altitud se puede generalizar con el sur más alto y el norte más bajo, que van desde 1020 a 4874 m s. n. m.. Su superficie es de 33 000 km².

## Clima
La temperatura media anual es de 8C. El clima es árido o semiárido, con precipitaciones entre 60 y 610 mm, la evaporación es de 1.400 a 3.000 mm. Hay 2200-3000 horas de sol cada año y de 85 a 165 días libres de heladas. Las temperaturas durante el verano son por encima de 45C a la sombra.
| Parámetros climáticos promedio de Wuwei (1971−2000) | Parámetros climáticos promedio de Wuwei (1971−2000) | Parámetros climáticos promedio de Wuwei (1971−2000) | Parámetros climáticos promedio de Wuwei (1971−2000) | Parámetros climáticos promedio de Wuwei (1971−2000) | Parámetros climáticos promedio de Wuwei (1971−2000) | Parámetros climáticos promedio de Wuwei (1971−2000) | Parámetros climáticos promedio de Wuwei (1971−2000) | Parámetros climáticos promedio de Wuwei (1971−2000) | Parámetros climáticos promedio de Wuwei (1971−2000) | Parámetros climáticos promedio de Wuwei (1971−2000) | Parámetros climáticos promedio de Wuwei (1971−2000) | Parámetros climáticos promedio de Wuwei (1971−2000) | Parámetros climáticos promedio de Wuwei (1971−2000) |
| Mes                                                 | Ene.                                                | Feb.                                                | Mar.                                                | Abr.                                                | May.                                                | Jun.                                                | Jul.                                                | Ago.                                                | Sep.                                                | Oct.                                                | Nov.                                                | Dic.                                                | Anual                                               |
| --------------------------------------------------- | --------------------------------------------------- | --------------------------------------------------- | --------------------------------------------------- | --------------------------------------------------- | --------------------------------------------------- | --------------------------------------------------- | --------------------------------------------------- | --------------------------------------------------- | --------------------------------------------------- | --------------------------------------------------- | --------------------------------------------------- | --------------------------------------------------- | --------------------------------------------------- |
| Temp. máx. media (°C)                               | 0.0                                                 | 3.3                                                 | 9.6                                                 | 17.8                                                | 22.9                                                | 26.5                                                | 28.9                                                | 27.6                                                | 22.4                                                | 15.9                                                | 8.1                                                 | 1.9                                                 | 15.4                                                |
| Temp. mín. media (°C)                               | −13.8                                               | −10.2                                               | −3.8                                                | 3.0                                                 | 8.0                                                 | 11.6                                                | 14.2                                                | 13.7                                                | 8.8                                                 | 1.6                                                 | −5.6                                                | −11.3                                               | 1.4                                                 |
| Precipitación total (mm)                            | 1.4                                                 | 2.3                                                 | 6.1                                                 | 7.9                                                 | 15.8                                                | 28.4                                                | 30.2                                                | 34.0                                                | 24.1                                                | 10.8                                                | 3.6                                                 | 1.2                                                 | 165.8                                               |
| Días de precipitaciones (≥ 0.1 mm)                  | 2.1                                                 | 2.6                                                 | 3.6                                                 | 4.1                                                 | 5.9                                                 | 8.2                                                 | 9.6                                                 | 9.8                                                 | 7.7                                                 | 4.4                                                 | 1.6                                                 | 1.8                                                 | 61.4                                                |
| Fuente: Weather China                               |                                                     |                                                     |                                                     |                                                     |                                                     |                                                     |                                                     |                                                     |                                                     |                                                     |                                                     |                                                     |                                                     |

## Tal vez te interese
Wu wei un importante aspecto de la filosofía taoísta en el cual la forma más adecuada de enfrentarse a una situación.